# Lin Pei-wun
Lin Pei-wun, född 25 november 1999, är en taiwanesisk simmare.
Lin tävlade för Taiwan vid olympiska sommarspelen 2016 i Rio de Janeiro, där hon blev utslagen i försöksheatet på 50 meter frisim.